# Marcel Vauthier
Pour les articles homonymes, voir Vauthier.
 (novembre 2019).
Si vous disposez d'ouvrages ou d'articles de référence ou si vous connaissez des sites web de qualité traitant du thème abordé ici, merci de compléter l'article en donnant les références utiles à sa vérifiabilité et en les liant à la section « Notes et références ».
Marcel Vauthier est un homme politique français né à Saint-Denis de La Réunion le 6 novembre 1910 et mort dans la même ville le 26 mai 1988.

## Biographie
Après une licence de droit, Marcel Vauthier devient avocat, et travaille pour la fédération des syndicats agricoles, la chambre d'agriculture de La Réunion et le syndicat des commerçants, tout en assurant des cours à l'école de droit.
Il commence sa carrière politique en étant élu Conseiller général en 1937. En juin 1946, il est désigné comme candidat du MRP pour l'élection de la seconde assemblée constituante et est élu député. Il siège à l'assemblée constituante du 2 juin 1946 au 27 novembre 1946.
En novembre, il est second sur la liste « Union réunionnaise » (centre et droite) menée par Raphaël Babet, qui n'obtient qu'un seul élu.
Devenu premier adjoint de Saint-Benoît en 1947, il est élu sénateur en novembre 1948, toujours comme candidat MRP, mais avec le soutien du Rassemblement du Peuple Français, sur une liste qui se revendique "anticommuniste", en recueillant 58 % des voix.
Au Conseil de la République, il est un élu très actif, présentant jusqu'en 1954 pas moins de neuf rapports différents, essentiellement sur des questions qui intéressent le monde judiciaire, ainsi que les outre-mers, mais pas uniquement, et intervient très fréquemment en séance.
En 1955, cependant, il se représente aux sénatoriales à la tête d'une liste sans étiquette, et n'est pas réélu.
Sa carrière politique se limite alors pendant dix ans à son mandat local dans la commune de Saint-André, acquis en 1953.
En 1958, il se présente aux législatives mais se désiste au second tour en faveur du candidat de droite Frédéric de Villeneuve. En 1962, il se présente dans une autre circonscription, et, bénéficiant du soutien du sortant de droite François-Valère Clément, est élu dès le premier tour avec 85 % des voix. À la suite d'un recours de son adversaire, le communiste Léon Félicité, qui fait valoir de nombreuses fraudes, l'élection de Vauthier est annulée.
Lors de l'élection partielle organisée en mai 1963, il est réélu, avec 60 % des voix, en se présentant "sans étiquette". Il quitte d'ailleurs le groupe du Centre démocratique pour siéger parmi les non-inscrits,ce qui ne l'empêche pas d'être actif sur les questions relatives à La Réunion et aux outre-mers plus généralement. Il se prononce clairement pour la départementalisation, seul moyen pour lui de faire face au malaise social qui frappe son île.
Il termine sa carrière politique en 1967, ne se représentant pas aux législatives/

## Mandats
- Député de La Réunion au sein du groupe Mouvement républicain populaire du 29 juin au 27 novembre 1946.
- Sénateur de La Réunion au sein du groupe Mouvement républicain populaire du 7 novembre 1948 au 18 juin 1955. Il n'est pas réélu au terme de ce mandat.
- Député de La Réunion au sein du groupe Centre démocratique du 5 mai 1963 au 2 avril 1967.